# Dorymetaecus
Dorymetaecus is een monotypisch geslacht van spinnen uit de familie Phrurolithidae.

## Soorten
- Dorymetaecus spinnipes Rainbow, 1920